# Vivasion
Vivasion war eine von Stefan Raab moderierte Fernsehsendung auf VIVA. Die Erstsendung war am 24. Dezember 1993, die letzte Sendung (Gast: Hans Meiser) wurde am 23. Dezember 1998 ausgestrahlt.
Ab Mitte 1997 lief die Sendung, mit einigen Veränderungen, unter dem Namen Vivasion plus.
Vivasion kann in Bezug auf Moderator und Konzept als Vorgänger-Sendung zu TV total angesehen werden. Viele Elemente von TV total  wurden zuerst in Vivasion oder in Raabs anderer VIVA-Sendung  Ma’ kuck’n entwickelt. Dazu gehörten unter anderem die von Raab per Knopfdruck gestarteten Einspieler.
Die Sendung wurde bekannt durch ihren anarchischen Humor. Kulisse und Effekte in Vivasion waren betont trashig, die prominenten Studiogäste mussten durchweg auf Kinderstühlen Platz nehmen und die verlockend auf dem Tisch stehende Getränkedose stand unter Strom. Der „Zuschauer der Woche“, der für jede Sendung neu ausgewählt wurde, musste gar mit einem durch ein Loch in der Kulisse hereingestecktem Kopf ausharren. Raab selbst betrat das Studio immer durch eine Papierwand, die er mit einem Spielzeugschwert aus Plastik zerschnitt oder mit seinem Körper durchbrach.
Produziert wurde die Sendung von Marcus Wolter, bis Anfang 2018 Geschäftsführer von Endemol Deutschland, der ebenfalls regelmäßig Gegenstand von Raabs Scherzen in der Sendung war.

## Auszeichnungen
- 1996: Goldener Löwe von RTL